# Szábit ibn Szinán
Abu l-Haszan Szábit ibn Szinán (arab betűkkel أبو الحسن ثابت بن سنان – Abū l-Ḥasan Ṯābit ibn Sinān; ? – 974 v. 976) szír származású középkori arab orvos és történetíró volt.

## Élete
A harráni pogány (szábeus) származású híres matematikus és csillagász, Szábit ibn Kurra unokája, az al-Muktadir (908–933), al-Káhir (933–934) és ar-Rádi kalifát (934–940) orvosként szolgáló Szinán ibn Szábit fia, valamint a szintén matematikusként jeleskedő Ibráhím ibn Szábit testvére volt. A kényszerűségből iszlámot felvevő apja 943-ban bekövetkezett halála után szábeus vallása ellenére ő lett az uralkodók személyes orvosa ar-Rádi, al-Muttaki (940–944), al-Musztakfi (944–946) és al-Mutí (946–974) idején.

## Munkássága
Ibn Szinán korának jelentős történetírója volt: at-Tabari nagyszabású, a történelmet világ teremtésétől 915 nyaráig feldolgozó munkáját kiegészítve és folytatva al-Muktadir 908-as trónra lépésétől fogva egészen 974 végéig (más közlések szerint haláláig) dolgozta fel kora történelmét. A kalifák orvosaként rendkívül jó rálátása lehetett az államügyek alakulására. Történeti munkája elveszett, de számos más történész – pl. a fiatalabb kortárs Miszkavajh, vagy a későbbi al-Hamadzáni, Ibn al-Aszír és adz-Dzahabi – használta fel és idézte. Könyvét később rokona (lánytestvérének dédunokája), Hilál asz-Szábi folytatta, ám az ő munkája is csak töredékesen maradt ránk. Ma ismert egy, a karmatikról szóló traktátus, amely a neve alatt maradt fenn, de ennek szerzőségét illetően komoly kétségek merültek fel.